# Секретная война Америки
Секретная война Америки. Внутри тайной войны между Америкой и её врагами (англ. America's Secret War: Inside the Hidden Worldwide Struggle Between America and Its Enemies) — книга американского политолога Джорджа Фридмана, вышедшая в 2004 году, где им приводится анализ внешней политики США, в частности так называемой Войны против терроризма в Афганистане.
Книга основана на материале, собранном частным аналитическим агентством Фридмана «Стратфор» и рассказывает о методах борьбы США с Аль-Каидой, а также об истинных причинах вторжения в Ирак и о причинах неудач американской армии в Иракской войне.